# Szabina
A Szabina a Szabin férfinév női párja.

## Rokon nevek
- Szabella:[1] a Szabina olasz továbbképzése.[2]
- Szavina:[1] a Szabina olasz változata.[3]

## Gyakorisága
Az 1990-es években a Szabina igen gyakori, a Szabella és a Szavina szórványos név, a 2000-es években (2005-ig) a Szabina a 76-93. leggyakoribb név volt, azóta nincs az első százban. A Szabella és a Szavina a 2000-es években szintén nem szerepel a 100 legnépszerűbb női név között.

## Névnapok
Szabina, Szavina
- augusztus 29.[2]
- október 27.[2]

Szabella
- július 8.[2]
- augusztus 29.[2]
- október 27.[2]

## Híres Szabinák, Szabellák, Szavinák
- Bozó Szabina alkotóművész
- Sabine Busch atléta
- Sabine Lisicki német teniszező
- Tálosi Szabina válogatott labdarúgó
- Tápai Szabina válogatott kézilabdázó
- Tomán Szabina üzletasszony